# Asus ZenWatch
Die Asus ZenWatch ist die erste Smartwatch von Asus. Sie nutzt das Betriebssystem Android Wear. Das Modell verfügt über einen Bildschirm mit einer Diagonale von 1,63 Zoll und einer Auflösung von 320 × 320 Pixel. Die Uhr hat ein Gewicht von 75 Gramm.
Die grundlegende Bedienung ist durch das Betriebssystem vorgegeben, siehe hierzu: Android Wear #Bedienung.

## Belege
1. ↑  Asus ZenWatch im Test (Memento vom 11. April 2015 im Internet Archive), abgerufen am 25. April 2015.